# 白いページ
「白いページ」（しろいページ）は、第70回（2003年度）NHK全国学校音楽コンクール中学校の部の課題曲。詞は公募で決定したものを使っている。作詞は竹内香織、補作詞と作曲は小椋佳、編曲は横山潤子。

## 概要
「希望」というテーマで全国の中学生から詩を募集し、作曲者の小椋を含む審査員によって名古屋在住の竹内の詩が選ばれた。採用された詩は小椋のみならず、審査員全員が気に入っていたという。曲は8/12拍子。
実際に採用された詩は課題曲として歌うには長すぎたため、合唱曲に編曲するにあたって小椋が時間に収まるように補作している。歌詞の大まかな内容としては、だんだん大人になっていく中学生の「今の自分を大切にする」という決意が描かれている。